# متحف حائل الإقليمي
متحف حائل الإقليمي، هو متحف ترفيهي سياحي مملوك لهيئة المتاحف السعودية، ويعد متحف حائل أحد أهم المتاحف في مدينة حائل، ويجذب اليه الكثير من الزوار وقد تم بناءه لتوعية وتثقيف المجتمع.

## نبذة عن المتحف
متحف حائل يروي لزواره تاريخ حقبة زمنية مرت بها الجزيرة العربية بشكل عام و«عروس الشمال» على وجه الخصوص منذ ما قبل التاريخ، مروراً ببدايات الإسلام وصولاً إلى المرحلة الحالية، وهو ما جعله واحداً من أهم المشاريع الثقافية على مستوى المنطقة.
يقع المتحف في مدينة حائل مجاور لمركز الأمير سلطان الحضاري بحائل، على مساحة إجمالية تقدر 11.000 متر مربع. تم افتتاح المتحف في عام 2004م بعد عمليات التجديد. صُمم المتحف بشكل فريد مستوحى من عمارة حائل؛ حيث أن أن المتحف الإقليمي يشكل إضافة بالغة الأهمية للمشهد الثقافي والفني في المنطقة بما يحتويه من كنوز أثرية ومقتنيات تراثية ومخطوطات قديمة تتيح لجميع زوارها فرصة حقيقية للتجول بين الأزمنة والتعرف على التراث الحضاري للمملكة العربية السعودية.

## قاعات العروض المتحفية
يضم المتحف 8 قاعات وهي كالأتي:
- صالة المدخل (الاستقبال): تحتوي على آية قرآنية توضح علاقة الدين بالدراسات الآثارية، ونبذة مختصرة عن آثار السعودية، وعرض صور لأهم المعالم الأثرية والتاريخية بالسعودية.
- قاعة التاريخ الطبيعي والجيولوجي لمنطقة حائل: يحتوي العرض فيها على عينات من صخور المنطقة، مع التركيز على مواقع التعدين والمناجم، والتراث البيئي، والنباتي، والحيواني بمنطقة حائل.
- قاعة عصور ما قبل الإسلام بمنطقة حائل: تبدأ من العصور الحجرية حتى العصر الجاهلي، حيث تم عرض مجموعة من الأدوات الحجرية والقطع الفخارية، ولوحات من النقوش والكتابات الصخرية، إضافة إلى صور تحكي عن كل فترة من فترات ما قبل الإسلام.
- قاعة حائل عبر التاريخ الإسلامي: تعرض الفترة الإسلامية بداية من هجرة محمد إلى المدينة المنورة وعهد الخلفاء الراشدين، والفترات المتتالية، إضافة إلى عرض لوحات تتضمن نصوصًا وصورًا ومخططات تعود إلى هذه الفترة.
- قاعة تراث حائل: تهتم بإبراز الجانب التراثي للمنطقة، فتعرض بها مجموعة من الصناعات التقليدية، وبعض الملابس والحلي التراثية، وأواني الطهي وأدوات الزراعة، وغيرها من التراث المحلي.
- قاعة حائل في العهد السعودي: تتحدث عن انضمام حائل إلى الحكم السعودي، ومشاركة أبناء المنطقة في توحيد أجزاء السعودية، والأمراء الذين تعاقبوا على إمارة منطقة حائل.
- قاعة التعليم في منطقة حائل: حيث يحكي عن بداية التعليم النظامي وأوائل المدارس في المنطقة، إضافة إلى عرض مجموعة من الكتب والأفلام والرسائل القديمة.
- قاعة للعروض الزائرة والمؤقتة
- كما اشتمل المتحف على قاعات مخصصات للأطفال

## وصلات خارجية
- متحف حائل الإقليمي يتلقى مخطوطات نادرة من صاحب متحف الأصالة
- سلطان بن سلمان يوجه بسرعة تشغيل متحف حائل الإقليمي